# 13 octobre 2007
Le samedi 13 octobre 2007 est le 286e jour de l'année 2007.

## Décès
- Alec Kessler (né le 13 janvier 1967), joueur de basket-ball américain
- Andrée De Jongh (née le 30 novembre 1916), résistante belge
- Arsène Usher Assouan (né le 24 octobre 1930), personnalité politique ivoirien
- Art Harris (né le 13 janvier 1947), joueur de basket-ball américain
- Bertil Matérn (né le 18 mai 1917), statisticien et professeur suédois
- Bob Denard (né le 7 avril 1929), mercenaire français
- Heinz Leuzinger (né le 25 mars 1940), guide de haute montagne et peintre suisse
- Lâm Uyển Nhi (née le 1 mai 1975), mannequin vietnamienne
- Marion Michael (née le 17 octobre 1940), actrice allemande

## Événements
- France - Comores: Mort de l'ancien chef mercenaire français Bob Denard (78 ans), ancien résistant, ancien volontaire en Indochine et ancien vice-roi des Comores de 1978 à 1989. Funérailles le 19 octobre à Paris.
- Rugby : L'équipe d'Angleterre bat le XV de France en demi-finale de la Coupe du monde de rugby à XV 2007, score de 14-9.
- Début des éliminatoires de la Coupe du monde de football 2010 : zone Amérique du Sud
- Découverte des astéroïdes (400308) Antonkutter et (417978) Haslehner
- Fin de l'Australian Rugby Championship
- Début du championnat d'Italie de rugby à XV 2007-2008
- Début du Championnat de France de volley-ball féminin 2007-2008
- Début du Tournoi de tennis de Zurich (WTA 2007)